# Calicnemia sudhaae
Calicnemia sudhaae är en trollsländeart som beskrevs av Tridib Ranjan Mitra 1994. Calicnemia sudhaae ingår i släktet Calicnemia och familjen flodflicksländor. IUCN kategoriserar arten globalt som otillräckligt studerad. Inga underarter finns listade i Catalogue of Life.